# Municipio de Meadowlands
El municipio de Meadowlands (en inglés: Meadowlands Township) es un municipio ubicado en el condado de St. Louis en el estado estadounidense de Minnesota. En el año 2010 tenía una población de 304 habitantes y una densidad poblacional de 1,94 personas por km².

## Geografía
El municipio de Meadowlands se encuentra ubicado en las coordenadas 47°3′2″N 92°38′47″O / 47.05056, -92.64639. Según la Oficina del Censo de los Estados Unidos, el municipio tiene una superficie total de 156.53 km², de la cual 155,21 km² corresponden a tierra firme y (0,84 %) 1,32 km² es agua.

## Demografía
Según el censo de 2010, había 304 personas residiendo en el municipio de Meadowlands. La densidad de población era de 1,94 hab./km². De los 304 habitantes, el municipio de Meadowlands estaba compuesto por el 97,37 % blancos, el 0,33 % eran amerindios y el 2,3 % eran de una mezcla de razas. Del total de la población el 0,99 % eran hispanos o latinos de cualquier raza.